# 맹창
맹창(孟昶, 919년 12월 9일(음력 11월 14일) ~ 965년 7월 12일(음력 6월 11일))은 오대십국 시대의 후촉의 마지막 황제(재위：934년 ~ 965년)이다. 원래의 이름은 인찬(仁賛), 자는 보원(保元), 시호는 공효(恭孝)이다. 묘호는 존재하고 있지 않지만, 후세의 역사가에서는 후주(後主) 또는 후촉 초왕(後燭 楚王)이라고 칭해지고 있다. 재위 중에 받은 존호는 예문영무인성명효황제(睿文英武仁聖明孝皇帝)이다.

## 생애
934년 후당의 명종이 죽자 맹지상도 완전히 자립하여 황제의 자리에 오르나 같은해 사망했다.
그 후 맹지상의 3남 맹창(孟昶)이 제위를 이었다. 천연의 요해에 있던 촉은 외부의 적을 걱정하지 않아서 좋았고, 군대를 내부의 감시로 돌려 권력을 유지했다. 전촉이 발전시켰던 농업, 양잠업을 계속해서 발전 유지시키며, 문인의 보호에 힘을 기울였다. 맹창은 수도 성도(成都)를 아름답게 꾸미는 것에 몰두하여 성내(중국의 도시는 대체적으로 성채도시였다) 여러 곳에 부용(芙蓉)을 심어 성도는 '부용성(芙蓉城)' 또는 '용성(蓉城)'이라는 별명으로 불리게 되었다.
또한 오대(五代)가 후진에서 후한으로 대체되는 혼란을 틈타 진(秦),계(階), 성(成), 봉(鳳)의 4주(현재의 감숙성 천수를 중심으로 한 지역)을 빼앗았다. 그러나 후한에서 후주로 교체되고, 명군 세종(世宗:시영)이 등장하자 955년 사천을 빼앗겨 버렸다. 960년 송나라가 건국되자 맹창은 북쪽의 북한과 손을 잡고 송나라에 대항했으나, 저항은 수포로 돌아가 965년 송나라에 병합되었다.
맹창은 카이펑으로 연행되어, 진국공(秦國公)에 봉해졌으나 그해 사망하였다. 사후 초왕(楚王)의 칭호가 추봉(追封)되었고, 시호는 공제(恭帝)가 내려졌다.
후촉이 멸망한 후 송나라는 전쟁비용 조달을 위해 촉땅에서 철저한 수탈을 자행하여 대량의 재물을 카이펑으로 가지고 돌아갔다. 이로 인해 촉지역 사람은 송나라에 대해 강한 원한을 품게 되어, 이후 993년 ~ 995년에 걸쳐 사천균산 반란이라 불리는 대규모 농민반란을 일으키게 된 원인이 되었다.

## 가계

### 후비
| 봉호       | 시호 | 이름(성씨)     | 별칭               | 생몰년도  | 비고 |
| ---------- | ---- | -------------- | ------------------ | --------- | ---- |
| 비(妃)     |      | 장태화(張太華) |                    |           |      |
| 혜비(慧妃) |      | 서씨(徐氏)     | 화예부인(花蕊夫人) | ? ~ 976년 |      |
| 소용(昭容) |      | 이염랑(李豔娘) |                    |           |      |

### 황자
| - | 봉호           | 시호 | 이름           | 생몰년도      | 생모 | 별칭       | 비고    |
| - | -------------- | ---- | -------------- | ------------- | ---- | ---------- | ------- |
| 1 | 황태자(皇太子) |      | 맹현철(孟玄喆) | 937년 ~ 991년 |      | 진왕(秦王) |         |
| 2 | 포왕(褒王)     |      | 맹현각(孟玄珏) | ? ~ 992년     |      |            |         |
| 3 | 수왕(遂王)     |      | 맹현보(孟玄寶) | 944년 ~ 950년 |      |            | 요절함. |

### 황녀
| - | 봉호(공주)         | 시호 | 이름 | 생몰년도 | 생모 | 별칭 | 비고 |
| - | ------------------ | ---- | ---- | -------- | ---- | ---- | ---- |
| 1 | 공주(公主)         |      |      |          |      |      |      |
| 2 | 공주(公主)         |      |      |          |      |      |      |
| 3 | 공주(公主)         |      |      |          |      |      |      |
| 4 | 봉의공주(鳳儀公主) |      |      |          |      |      |      |
| 5 | 난국공주(鑾國公主) |      |      |          |      |      |      |
| 6 | 공주(公主)         |      |      |          |      |      |      |

## 같이 보기
- 혜비 서씨
- 조광윤
- 오대십국

| 전임 맹지상 | 제2대 후촉의 황제 934년 ~ 965년 | 후임 (왕조 멸망) |